# Pathia

Le pathia est une forme de curry principalement vendue dans les curry house, au Royaume-Uni. Il est « chaud », doux et aigre, et ses principaux ingrédients sont le piment, le vinaigre, le sucre, le gingembre, la coriandre et l'ail.
Il s'est développé à partir d'un plat du même nom, appelé aussi patio, issu de la cuisine parsie (zoroastriens indiens), où il consiste en un ragoût de fruits de mer qui accompagne habituellement le dhan (plat de riz blanc) et le dar (plat de légumineuses, ou dal).